# Château de Kersily
Le château de Kersily est un édifice situé à Plouay, en France.

## Situation
Le château est situé sur le territoire de la commune de Plouay, au lieu-dit Kersily, dans le département du Morbihan, en région Bretagne.

## Description
Le château date des XIXe et XXe siècles, édifice à un étage carré et étage de comble , construit en moellons de granite, élévation à travées, élévation ordonnancée. Toiture  à longs pans recouverte d'ardoises, appentis, croupe,  noue. Escalier dans-œuvre : escalier à vis sans jour.

## Histoire
Le château est inscrit à l'inventaire général du patrimoine culturel.